# Джаз на Байкале
Джаз на Байкале — ежегодный международный музыкальный фестиваль, проходит в Иркутске с 2006 года. Инициатором, художественным руководителем и генеральным продюсером фестиваля является основатель иркутского джазового коллектива «Доктор Джаз», джазовый пианист Александр Филиппов.

## История
Первый международный музыкальный фестиваль «Джаз на Байкале» прошёл в июле 2006 года. С 2009 включен в состав культурных мероприятий, проводимых Министерством культуры и архивов Иркутской области. С момента первого фестиваля количество зрителей превысило 35000 человек.

## Детско-юношеский конкурс-фестиваль JAZZ KIDS
В рамках фестиваля с 2009 года проводится детско-юношеский конкурс-фестиваль «Jazz Kids». С 2011 детский конкурс проходит под патронатом Народного артиста России Игоря Бутмана. В рамках фестиваля-конкурса проходят мастер-классы известных джазовых исполнителей и педагогов.
Среди основных целей фестиваль-конкурс преследует творческое развитие подрастающего поколения, приобщение детей и молодежи к мировой музыкальной культуре, а также развитие эстрадно-джазового образования в музыкальных школах.
Конкурс проводится в трех возрастных группах:
- младшая группа — до 12 лет включительно
- средняя группа — 13 — 17 лет включительно
- старшая группа — 18 −25 лет включительно

## Участники

##### 16-18 июня 2006
- Шейла Джордан (вокал, США) и трио Алекса Нахимовски (фортепиано, США),
- группа Аркадия Овруцкого (бас, Москва) с участием Фрэнка Лэйси (США) и Грэга Бэнди (США),
- квартет Джимми Грина (США),
- Патрисия Грант (США) и квартет Олега Бутмана (США),
- Давид Голощекин (Россия),
- Алексей Подымкин (Россия),
- Дмитрий Аверченков (Россия),
- Сергей Кушилкин (Россия),
- «Доктор Джаз» (Иркутск),
- иркутские коллективы

###### 24-26 апреля 2007
- Benny Golson (США)
- Трио Дэвида Кикоски (США): David Kikoski (фортепиано), Jeff Tain Watts (ударные), Eric Revis (бас)
- Hendrick Meurkens (губная гармоника и вибрафон), Sergio Brandao (бас), Gene Bozzi (перкуссия), Hans Mouller(фортепиано)
- Sheila Jordan Quartet (США): Sheila Jordan (вокал), Adam Nussbaum (ударные), Cameron Brown (бас), Alex Nakhimovsky (фортепиано)
- Keiko Morishita (вокал, Япония)
- Josh Evans & Greater Hartford Academy For The Arts Trio (feat. Jake Goldbas (ударные)
- Давид Голощекин (Санкт-Петербург)
- Илья Луштак (США)
- «Доктор Джаз» (Иркутск)
- «Клуб романтического джаза» (Иркутск)
- Биг-бэнд Иркутского музыкального училища под управлением Арсения Володина (Иркутск)

###### 17-19 апреля 2008
- Mike Stern Band (США): Mike Stern (гитара), Bob Malach (саксофон), Lincoln Gaines (бас), Lionel Cordew (ударные)
- Sharito (вокал, Япония) в сопровождении биг-бэнда п\у Арсения Володина и трио Алекса Нахимовского (фортепиано, США) с участием Дмитрия Аверченкова (контрабас, Иркутск) и Сергея Кушилкина (ударные, Новосибирск)
- Jimmy Green (саксофон, США) в сопровождении трио Якова Окуня (фортепиано, Москва), Александра Машина (ударные, Москва) и Макара Новикова (контрабас, Москва)
- Chewing Time (Санкт-Петербург): Артём Головко (гитара), Сергей Нагорный (саксофон), Максим Ляпин (клавишные), Сергей Емец (бас-гитара), Денис Василевский (ударные)
- трио Crossing Rhythms Алексея Подымкина (фортепиано, Москва) с участием Олега Осенкова (контрабас, США) и Давида Ткебучавы (ударные, Москва)
- Great Hartford Academy Trio (США): Richard Sounders (фортепиано), Matt Dvonszyk (бас), Rachel Houslee (ударные) и преподаватель Doug Maher (гитара)
- биг-бэнд музыкального колледжа под управлением Арсения Володина (Иркутск)
- квартет Леонида Пермякова (Иркутск): Леонид Пермяков (саксофон), Михаил Кокунин (фортепиано), Андрей Климов (контрабас), Александр Попов (ударные)
- дуэт Евгения Серёдкина (гитара, Иркутск) и Стаса Радзиевского (саксофон, Иркутск)
- вокальный ансамбль музыкального колледжа под руководством Натальи Лихошерст (Иркутск): Юлия Котова, Анастасия Светлолобова, Ольга Степанова, Ольга Чупрова, Анна Филимонова, Илья Рютин.

##### 5-9 апреля 2014
- Анатолий Кролл (Москва) и его квартет «Мы из джаза»
- Анна Бутурлина и квартет Ивана Фармаковского (Москва)
- Джаз-фьюжн проект «Одним дыханием» п\у Алексея Подымкина (рояль, Москва)
- Мэри МакБрайд (вокал,США) и ее оркестр